# Прелестное (Белгородская область)
Преле́стное — село в Прохоровском районе Белгородской области России. Административный центр Прелестненского сельского поселения.

## История
В 1943 году, во время боёв на Курской дуге, неподалёку от села произошло знаменитое танковое сражение.

## Население
| 2002 | 2010 |
| ---- | ---- |
| 832  | ↗892 |

## Экономика
В селе есть сельскохозяйственное предприятие «Селекционер» по откорму крупного рогатого скота (АОЗТ «Прелестное») и производству молочной продукции.

## Инфраструктура
- Средняя школа
- Детский сад «Лучик»
- Библиотека

## Достопримечательности
В селе Прелестное и в расположенном неподалёку хуторе Сторожевое расположены братские могилы периода Великой Отечественной войны — самые крупные захоронения советских воинов государственного военно-исторического музея-заповедника «Прохоровское поле».